# Daniel Tschofenig
Daniel Tschofenig (Villach, 28. ožujka 2002.) austrijski je skijaš skakač. Postao je prvi skijaš skakač rođen u 21. stoljeću koji je stao na pobjedničko postolje Svjetskog kupa, pobijedio na natjecanju i trijumfirao na Turneji četiriju skakaonica.
Tschofenig je pripadnik slovenske manjine u Austriji. Njegov debi u Svjetskom kupu u skijaškim skokovima dogodio se u Bischofshofenu u siječnju 2021. Ima 4 pojedinačne i 4 momčadske pobjede u Svjetskom kupu. Također je završio 3. na FIS Svjetskom prvenstvu u nordijskom skijanju 2023. – muški ekipno velika skakaonica.
Tschofenig je sudjelovao na juniorskom Svjetskom prvenstvu 2021. u Lahtiju u Finskoj i završio na 4. mjestu u pojedinačnoj konkurenciji, te osvojio zlatnu medalju na ekipnom natjecanju. Sljedeće godine Tschofenig je osvojio 3 zlatne medalje (pojedinačno, ekipno i mješovito) na Svjetskom prvenstvu za juniore 2022. u Zakopanama u Poljskoj.
Pobjednik je Turneje četiriju skakaonica 2024./25. godine.